# Nueva Santa Rosa, Guatemala
Nueva Santa Rosa är en kommunhuvudort i Guatemala.   Den ligger i departementet Departamento de Santa Rosa, i den södra delen av landet, 40 km sydost om huvudstaden Guatemala City. Nueva Santa Rosa ligger 1 001 meter över havet och antalet invånare är 10 130.
Terrängen runt Nueva Santa Rosa är huvudsakligen kuperad, men österut är den bergig. Runt Nueva Santa Rosa är det ganska tätbefolkat, med 239 invånare per kvadratkilometer. Närmaste större samhälle är Barberena, 12,1 km sydväst om Nueva Santa Rosa. Omgivningarna runt Nueva Santa Rosa är en mosaik av jordbruksmark och naturlig växtlighet.